# La Bibbia (film 1966)
La Bibbia (The Bible: in the Beginning...) è un film del 1966 diretto da John Huston.
Diviso in due parti, il film ripropone i primi 22 capitoli del libro della Genesi, anche se in origine (come testimonia anche il sottotitolo "In the Beginning" (lett. "in principio") il produttore Dino De Laurentiis aveva in mente un'opera che avrebbe dovuto portare sullo schermo l'intera Bibbia (in due capitoli, uno per il Vecchio e uno per il Nuovo Testamento) e che sarebbe stata affidata a diversi registi.

## Trama
Dalla creazione del mondo e degli esseri viventi da parte di Dio, si snodano le vicende dell'umanità, dal sacrificio mancato di Isacco alla storia di Abramo e della distruzione di Sodoma e Gomorra, attraverso il diluvio universale e la torre di Babele.

### Creazione: Adamo ed Eva

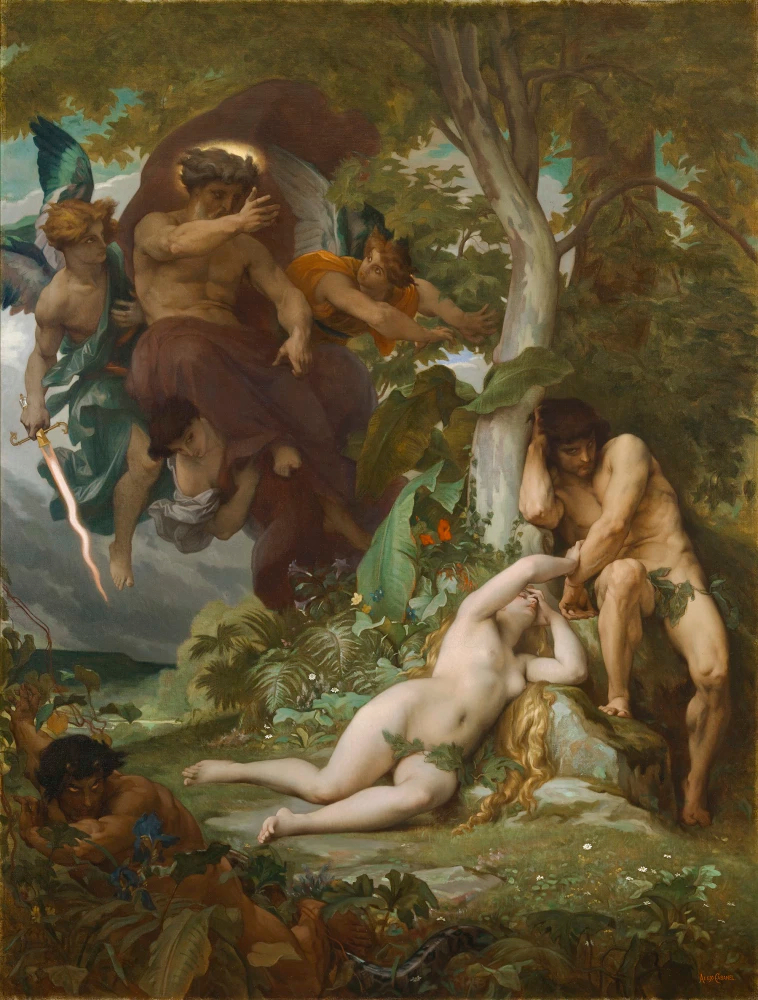
La Cacciata di Adamo ed Eva dal Giardino del Paradiso, di Alexandre Cabanel

Dio crea il Cosmo, la Terra, il Cielo, l'Oceano, tutte le creature viventi terrestri e marine, fino ad arrivare all'Uomo. Il primo essere vivente a immagine e somiglianza di Dio è Adamo, il quale regnerà su tutta la Terra, vivendo felice nel Giardino dell'Eden. Di conseguenza Dio, vedendo Adamo sempre triste e pensieroso, comprende la sua solitudine, così da una sua costola fa nascere la vergine Eva. Ora sono due i sovrani uomini della Terra, liberi di accedere a qualsiasi conoscenza e piacere del Giardino, a patto che non tocchino l'Albero Proibito.
Adamo ed Eva obbediscono, ma una notte il Tentatore, sotto forma di bestia antropomorfa, si rivela ad Eva, invitandola a mangiare il frutto dell'Albero Proibito. Infatti Satana rivela alla ragazza che in questo modo, cibandosi delle leccornie dell'Albero, sarebbe diventata con Adamo potente in maniera eguale a Dio. Eva si lascia tentare e, dopo aver ingerito una mela, la fa assaggiare senza accorgersi dell'errore anche ad Adamo. Improvvisamente i due, dopo aver goduto per un po', si accorgono di essere nudi, ma soprattutto di provare vergogna per ciò che hanno fatto. Dio se ne accorge e, sapendo già tutto, punisce Satana tramutandolo in serpente e cacciando dall'Eden Adamo ed Eva.
Adesso i due, come il resto della razza umana, conoscerà il dolore, la sofferenza, la fatica del lavoro e la cattiveria, per colpa del Peccato originale del frutto.

### Il primo delitto umano
Dopo la cacciata dal Paradiso Terrestre, Adamo ed Eva si costruiscono un proprietà personale nella Terra disabitata e danno alla luce due figli: Abele e Caino. Nel film viene specificato che il nome Caino vuol dire desiderio di possesso, mentre Abele vuol significare respiro di vita. Pare che, sebbene privi di quel senso di piacere e perfezione che i due possedevano prima, Adamo ed Eva trascorrano coi figli una vita tranquilla, piacevole e regolare sulla terra. L'amore per i due figli stimola infatti i due ad assumere un atteggiamento positivo nei confronti dell'Onnipotente. Ma il morbo del Peccato Originale è sempre presente in loro e tanto più lo ha ereditato Caino da Adamo ed Eva. Infatti egli, divenuto uomo, non sopporta che Abele sia più bravo, colto e sensibile di lui. Abele offre a Dio i prodotti degli animali, Caino invece i prodotti della terra, ma il Signore non apprezza le offerte di Caino, ma solo quelle di Abele. Benché nel film non sia evidente, ma solo suggerito, probabilmente Caino fa una cernita dei prodotti della terra, offrendo al Signore i meno validi ed è per questo che forse i suoi doni non incontrano il favore di Dio. Credendo che sia Adamo che Eva che il Signore stesso lo preferiscano a lui, Caino un giorno attrae Abele con l'inganno lontano dal campo del pascolo e, mentre costui è girato, lo uccide fracassandogli la testa con un bastone e con un masso. Il primo delitto della storia umana è compiuto ed ora Caino, come anni prima Adamo ed Eva, ne prova un atroce rimorso. Anche perché Dio lo chiama a gran voce dall'alto, chiedendogli se si rendesse conto del gesto appena compiuto. Il vile Caino cerca di schermirsi, ma poi, prostrato, confessa tutto. Dio allora decide di non ucciderlo per amore, ma lo marchia irreversibilmente. Da quel momento, con l'uccisione di Abele, l'umanità è maledetta per sempre in quanto impregnata sempre dalla bramosia di potere, dalla gelosia e da tutte le componenti che caratterizzano il Peccato.

### Nemrod e la Torre di Babele
Dopo altri secoli trascorsi dalla ripopolazione del Globo, sorge una civiltà così potente da controllare gran parte dell'Oriente: i Babilonesi. Il sovrano più potente, tra tutte le dinastie, è Nemrod, del quale la sua bramosia e la sua ambizione supera tutti i limiti. Infatti egli un giorno per dimostrare la sua grande potenza sul mondo, avendo sentito parlare di Dio, decide di arrivare fino al Paradiso per scorgerlo. Così Nemrod crede di poter realizzare il suo sogno facendo edificare un'enorme torre, che avrebbe dovuto fendere i Cieli: la Torre di Babele. Dio lo avverte invitandolo a fermarsi, ma Nemrod lo sfida, facendo scoccare una freccia sull'alto. Allora scoppia un tuono, seguito da una folata di vento e da un potente terremoto che sconvolge l'intera Babele. Quando tutti si rimettono in sesto, ognuno non riesce più a comprendere ciò che dice l'altro, perché Dio ha confuso le lingue di tutti gli abitanti della Terra. Nemrod così cade in disgrazia e per di più viene punito severamente anche dopo la morte.

### Sodoma e Gomorra, le città maledette

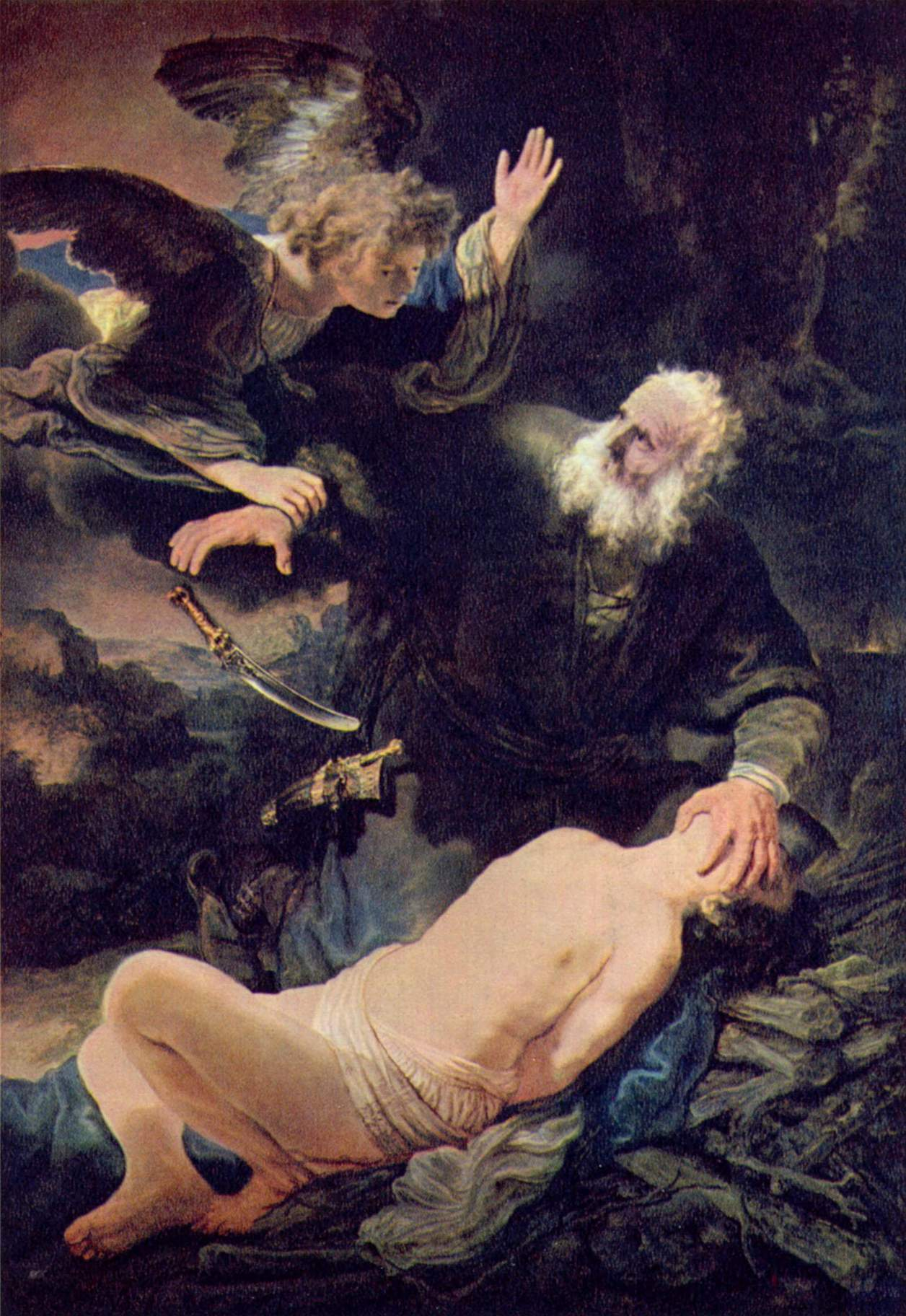
Un angelo ferma appena in tempo Abramo, che sta per squarciare la gola di Isacco legato, il cui volto sperduto è coperto dalla mano del padre per non perdere il coraggio. Dipinto di Rembrandt Harmenszoon van Rijn

Nel penultimo capitolo del film, vengono presentate le città dannate di Sodoma e Gomorra, capitali della lussuria, del vizio, dell'idolatria, dell'inganno, della perversione sessuale e di altri mali. Lot ne è un protagonista, perché assieme alle sue figlie si lascia corrompere. Infatti, pastore di una parte del popolo ebraico, divisosi ormai in due tronconi, si lascia corrompere dalla seduzione degli abitanti di Sodoma. Egli sposa la regina, che ama con passione, ma che poi rifiuta grazie ad un ammonimento di Dio. Lot fugge con le figlie da Sodoma, maledetta ormai da Dio, verso la salvezza. Infatti Dio aveva mandato tre angeli sulla Terra ad avvertire anche gli abitanti di Sodoma per redimersi, ma di fronte ad un rifiuto di questi, i tre messaggeri divini parlarono solo con Lot. Un cataclisma si sarebbe scatenato sulle due città gemelle e nessuno dei familiari di Lot avrebbe dovuto guardare la distruzione. Ma la moglie di Lot, mentre le due città vengono immerse dalle fiamme, si gira su una collina e viene immediatamente tramutata in statua di sale.

### Il sacrificio di Isacco
L'ultimo capitolo del film si conclude con il racconto del sacrificio di Isacco. Distrutte Sodoma e Gomorra, il popolo di Dio torna nella pace, sotto il comando del saggio Abramo. Però Sara, sua moglie, è sterile e non può dargli un erede. Questo spinge Abramo in un primo momento a ripudiare Sara, ma poi a riunircisi grazie all'aiuto di Dio e dei suoi Tre Angeli. Ben presto quindi Abramo, stabilitosi definitivamente in una terra con la sua carovana, riceve un figlio da Sara. Lo chiamerà Isacco. Il fanciullo cresce sotto l'educazione amorevole del padre, imparando tutte le scienze fino allora conosciute. Tutta la gente crede che la nascita di Isacco, la sua bontà e la sua sapienza siano un dono chiaro di Dio, in quanto Abramo e Sara erano troppo anziani per dare alla luce un bambino. Ciò serve addirittura ad accrescere la fede degli ebrei verso il Creatore. Ma un giorno Dio decide di mettere alla prova il suo beniamino Abramo. Isacco, compiuti almeno 12 anni, deve essere sacrificato all'Onnipotente dallo stesso padre, come segno di devozione e umiltà nei confronti di Dio. Abramo disgustato e supplicante rifiuta quest'ordine, ma alla fine, prostrato dalla fede, sceglie di accettare la richiesta. Egli, un giorno come gli altri, chiama il figlio per aiutarlo a pascolare le pecore sulla montagna. Però quando partono, i due sono completamente soli. Arrivati in cima al monte, Abramo prepara un rude altare per i sacrifici. Isacco perplesso gli domanda dove sia il montone da scuoiare e Abramo come risposta lo guarda con occhi disperati ma ferrei e rivelatori. Isacco capisce e si lascia legare per poi essere adagiato sull'altare di legno. Quando Abramo sta per sgozzare il figlio col coltello sacrificale, un angelo lo avverte di fermarsi. Si trattava solo di una prova voluta da Dio per testare la vera fede di Abramo: adesso che il beniamino dell'Onnipotente l'ha superata, dimostrando grande umiltà, il popolo ebraico può vivere finalmente in pace e Abramo riabbracciare il proprio figlio.

## Produzione
L'intenzione originale di De Laurentiis nel 1960 era quella di portare tutta la Bibbia sullo schermo attraverso diversi registi (tra cui Fellini e Kurosawa, contattati per alcuni episodi specifici), ma si rivelò irrealizzabile nel 1962, nonostante il lavoro di molti sceneggiatori.

Quando il progetto assunse proporzioni meno vaste, si scelsero Robert Bresson, Orson Welles e Luchino Visconti per realizzare il solo libro della Genesi, ma tutti e tre declinarono dopo aver iniziato a lavorare alla sceneggiatura.
Così subentra John Huston, che mette mano nel 1964 al materiale in mano al produttore.
Giuseppe Rotunno ha curato la fotografia del film, ad eccezione delle sequenze iniziali della Creazione, realizzate da Ernst Haas.

### Location
Gli interni vennero girati a Dinocittà, i teatri di posa di proprietà di Dino De Laurentiis, la maggior parte delle scene.
Fatta eccezione per le scene iniziali della Creazione girate in varie location sparse per il mondo, e per le sequenze desertiche, delle lotte fra le tribù d'Israele e della Torre di Babele (tutte girate in Egitto), il film è stato girato in Italia. Tra le varie location sono da ricordare:
- il giardino della tenuta Odescalchi a Palo Laziale: le scene del Paradiso Terrestre e del Peccato originale;
- la campagna del Sud pontino in zona Magliana a Itri (LT): le scene di Caino e Abele;
- le pendici del Vesuvio: la scena della condanna di Caino da parte di Dio;
- monte Corrasi di Oliena, in località "Pradu": la scena del sacrificio di Isacco;
- le pendici del Monte Velino (Forme, AQ): in estate l'annuncio ad Abramo della maternità di Sara, nella primavera successiva fuga da Sodoma e Gomorra
- le pendici dell'Etna nei pressi dei Calanchi, nel territorio di Centuripe: la scena delle rovine di Sodoma.

## Distribuzione
La prima cinematografica in Europa si è tenuta in serata di gala al Teatro di San Carlo di Napoli.

### Data di uscita
- Stati Uniti: 28 settembre 1966
- Regno Unito: 7 ottobre 1966
- Svezia: Bibeln... i begynnelsen, 26 ottobre 1966
- Germania Ovest: Die Bibel, 28 ottobre 1966
- Danimarca: Bibelen... i begyndelsen, 3 marzo 1967

## Accoglienza

### Incassi
Il film, insieme a Il buono, il brutto, il cattivo e Il dottor Živago, fu tra i maggiori successi della stagione cinematografica 1966-67.
La Bibbia detiene ad oggi il quattordicesimo posto nella classifica dei film italiani più visti di sempre con 11 245 980 spettatori.

## Riconoscimenti
- 2 David di Donatello 1966: miglior produttore, miglior regista straniero
- Nastro d'argento: Miglior scenografia